# Gibel
Gibel är en kommun i departementet Haute-Garonne i regionen Occitanien i södra Frankrike. Kommunen ligger i kantonen Nailloux som tillhör arrondissementet Toulouse. År 2022 hade Gibel 388 invånare.

## Befolkningsutveckling
Antalet invånare i kommunen Gibel
Referens:INSEE